# Cola de maniobras
La Cola de maniobras es una sección de rieles, de aproximadamente 200 metros, utilizada en las estaciones terminales de los trenes subterráneos (o Metro). Esta sección está ubicada al final de los andenes de la estación, permitiendo que las formaciones realicen sus maniobras respectivas en la estación terminal. Además evita la congestión de la línea, puesto que permite albergar en la estación terminal cuatro formaciones en lugar de dos.
- Datos: Q784358